# هوارد جونسون
هوارد جونسون (بالإنجليزية: Howard Johnson)‏ (17 يوليو 1925 شفيلد المملكة المتحدة - 1 يونيو 2015) هو لاعب كرة قدم بريطاني سابق كان يلعب كمدافع.